# Neodexiopsis rufitibia
Neodexiopsis rufitibia är en tvåvingeart som först beskrevs av Stein 1919.  Neodexiopsis rufitibia ingår i släktet Neodexiopsis och familjen husflugor. Inga underarter finns listade i Catalogue of Life.